# CS Cerrito
CS Cerrito is een Uruguayaanse voetbalclub uit de hoofdstad Montevideo. De club werd opgericht in 1929 en promoveerde in 2003 naar de hoogste afdeling van het Uruguayaanse profvoetbal, de Primera División. Cerrito speelt zijn thuiswedstrijden in het Estadio Parque Maracaná, dat plaats biedt aan achtduizend toeschouwers en werd geopend op 20 september 2008. In het seizoen 2011-2012 degradeerde CS Cerrito naar de Segunda División.

## Erelijst
- Segunda División

2003
- Tercera División

1951, 1970, 1982, 1998

## Trainers
- Marcelo Saralegui (2006-2007, 2010-2011)
- Jorge Barrios (2011-)